# Batman Vengeance
Batman Vengeance é um jogo eletrônico baseado no universo do personagem Batman, desenvolvido e publicado pela Ubisoft em conjunto com Warner Bros.  e DC Comics. O jogo foi lançado para todas as principais plataformas da sexta geração de consoles de videogames. É baseado na série de televisão Batman: The Animated Series e sua continuação The New Batman Adventures.

## Sinopse

### Ambientação
Com base nos acontecimentos e aparência dos personagens, Batman Vengeance parece ter início após ao fim de Batman: The Animated Series, e antes do início do The New Batman Adventures. Há pontos na trama que tratam Mr. Freeze ainda como uma ameaça (sua última aparição havia sido em The New Batman Adventures, desde sua mais recente em Batman do Futuro). Para datar os acontecimentos têm-se também o fato de que Batgirl é a única ajudante do Cavaleiro das Trevas, que no decorrer do jogo o monitora da Batcaverna. A imagem de Batman neste período está bem mais estabelecida como o guardião de Gotham City.
Apresentado em uma aparência de quadrinhos mais estilizado e que se comunica bem com sua personalidade, Batman se engaja em uma variedade de modos de jogo em sua busca para livrar Gotham City de seus mais notórios criminosos.

### Enredo
Em Batman Vengeance, o crime prospera em Gotham City e Batman se encontra como alvo de conspirações. Após a morte de Coringa, em uma de suas tentativas de matar Batman, os criminosos de Gotham armam rapidamente seus esquemas para ganhar poder. Batman descobre pequenas ligações nesses crimes aparentavam não estarem relacionados. Porém o herói é forçado à paisana depois de ser acusado de um suposto ataque ao Comissário Gordon. Caçado pela polícia, o Cavaleiro das Trevas precisa descobrir quem está por trás desses misteriosos crimes antes que Gotham City seja destruída.

## Produção

### Elenco e dublagem
Batman Vengeance utilizou ambientes e personagens de The New Batman Adventures, e contou com a maior parte do elenco de dublagem principal da série predecessora Batman: The Animated Series.< O elenco inclui:
- Kevin Conroy como o super-heroi Batman.

- Mark Hamill como o vilão Coringa.

- Diane Pershing como a vilã Hera Venenosa.

- Arleen Sorkin como a vilã Arlequina.

- Michael Ansara como o vilão Mr. Freeze.

- Efrem Zimbalist Jr. como o mordomo Alfred Pennyworth.

- Tara Strong como a super-heroína Batgirl.

- Billy West como os vilões Mo, Lar, e Cur.

- Lloyd Bochner como o prefeito Hamilton Colina.

- Bob Hastings como comissário James Gordon.

## Recepção
O jogo foi muito bem recebido pela crítica nas versões de console, elogiando-o por sua história complexa e gráficos, que pareciam quase que exatamente como os da série animada. Muitos elogios também foram para a trilha sonora e a dublagem, feita com os mesmos dubladores como da série animada. A jogabilidade também foi bem aceita, mas foi criticada quanto a visão em primeira pessoa.
Enquanto as versões dos consoles foram elogiadas, a versão PC atraiu inúmeros comentários negativos. Muitos dos pequenos problemas encontrados nas versões de console foram piores e mais aparentes na versão para PC do jogo. Dentre os principais problemas que reportados na verão PC os mais comentados foram os controles complicados, gráficos muito vibrantes e câmera de difícil controle.